# Söderby, Ekerö kommun
Söderby är en tätort i Ekerö kommun i Stockholms län. I Söderby ligger Söderby gård med anor från 1300-talet. Huvudbyggnaden med sina flyglar är från senare tid och bevarad, likaså den praktfulla allén som leder från Ekerövägen fram till gården. Till gården hörde en stor fruktträdgård som är i stora delar intakt. I gården finns bland annat Munsö husläkarmottagning.

## Befolkningsutveckling
| Befolkningsutvecklingen i Söderby 1990–2020 | Befolkningsutvecklingen i Söderby 1990–2020 | Befolkningsutvecklingen i Söderby 1990–2020 | Befolkningsutvecklingen i Söderby 1990–2020 | Befolkningsutvecklingen i Söderby 1990–2020 |
| ------------------------------------------- | ------------------------------------------- | ------------------------------------------- | ------------------------------------------- | ------------------------------------------- |
|                                             |                                             |                                             |                                             |                                             |
| År                                          |                                             |                                             | Folkmängd                                   | Areal (ha)                                  |
| 1990                                        | 1990                                        |                                             | 101                                         | 50#                                         |
| 1995                                        | 1995                                        |                                             | 197                                         | 72#                                         |
| 2000                                        | 2000                                        |                                             | 183                                         | 72#                                         |
| 2005                                        | 2005                                        |                                             | 179                                         | 46#                                         |
| 2010                                        | 2010                                        |                                             | 250                                         | 59                                          |
| 2015                                        | 2015                                        |                                             | 287                                         | 73                                          |
| 2020                                        | 2020                                        |                                             | 279                                         | 72                                          |
| Anm.: Ny tätort 2010. # Som småort.         |                                             |                                             |                                             |                                             |

## Bilder

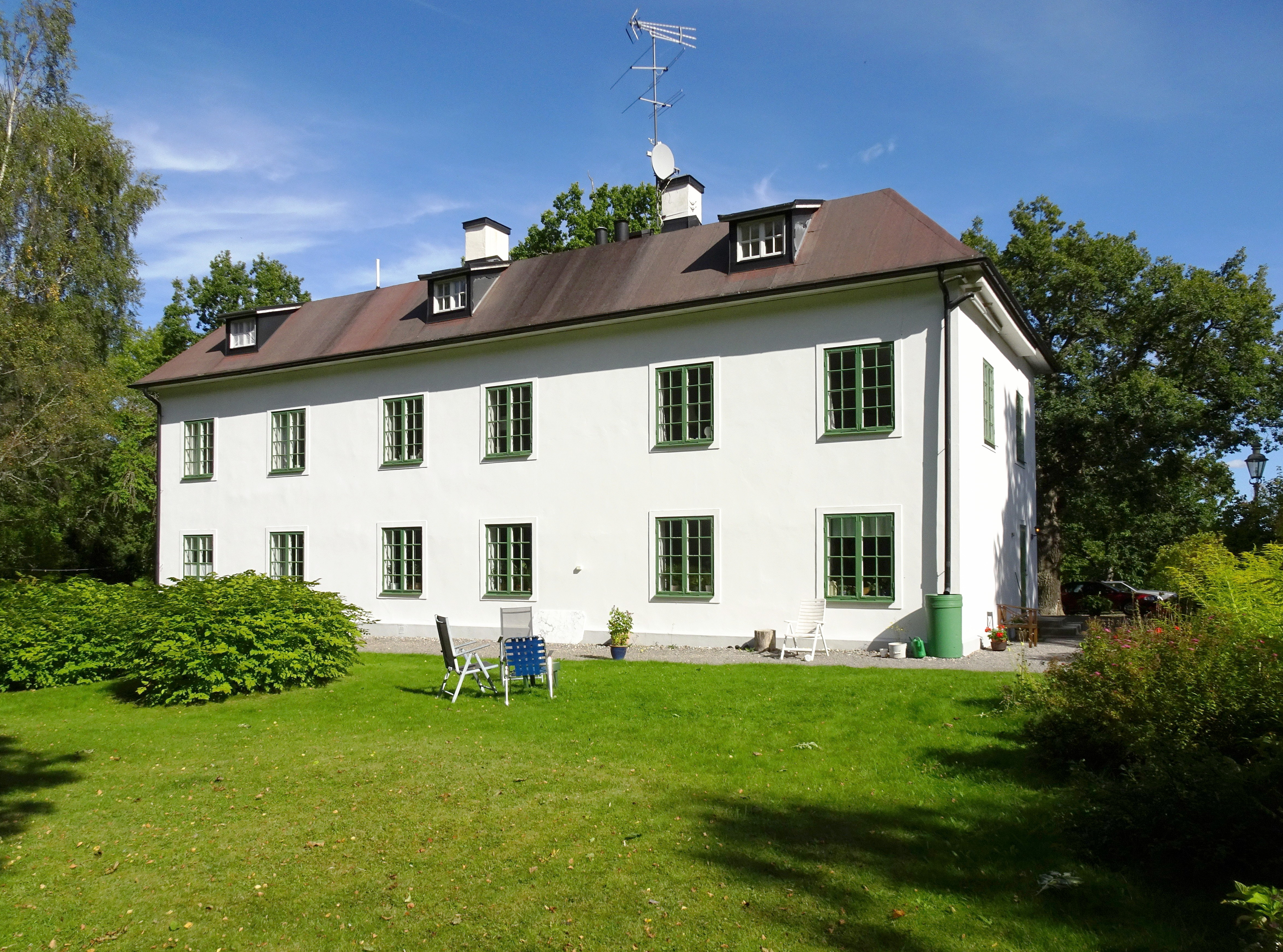
Huvudbyggnaden, fasad mot väster
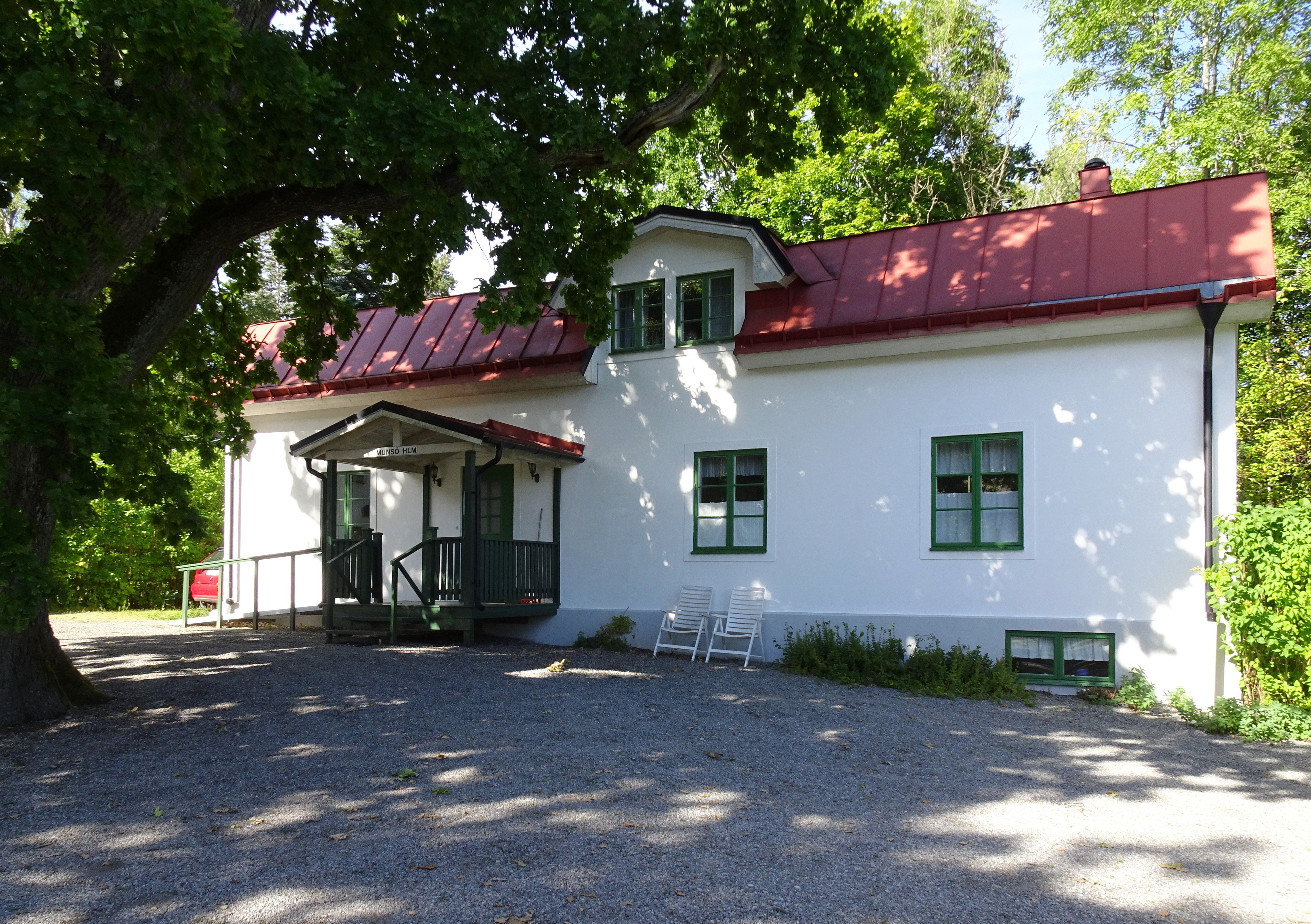
Norra flygeln
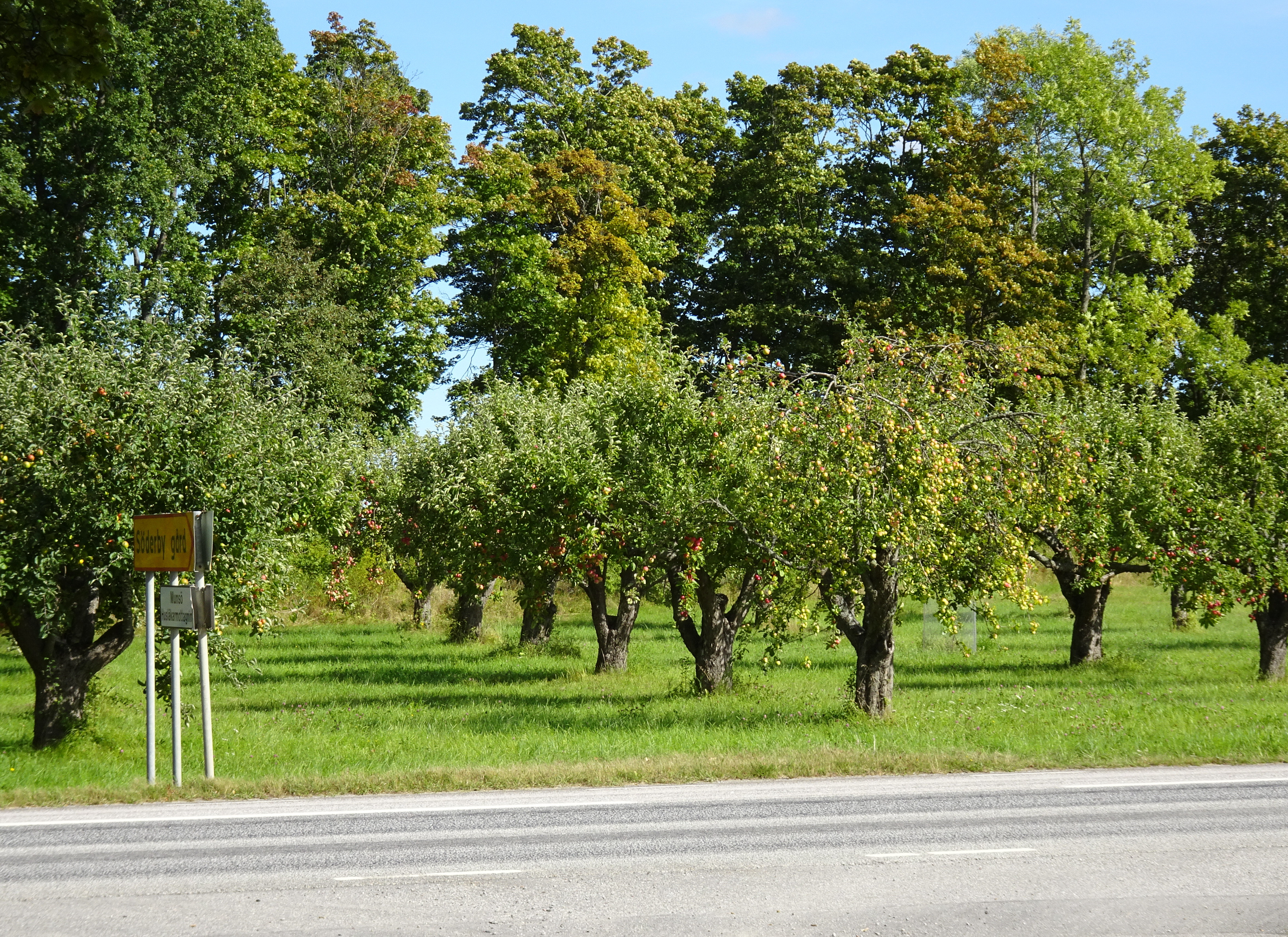
Fruktträdgården